# Badulla (district)

Situation du district de Badulla

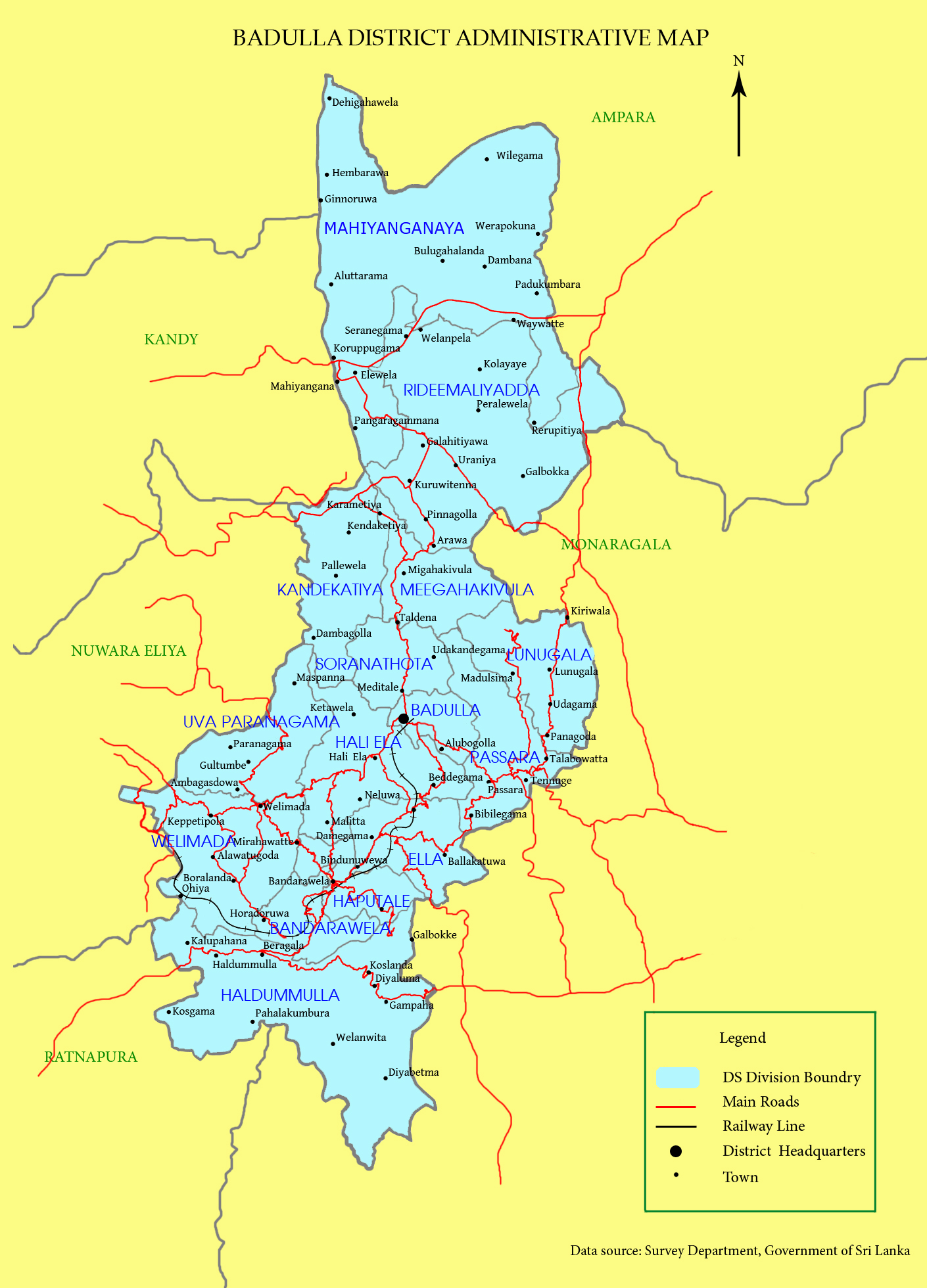
Carte administrative

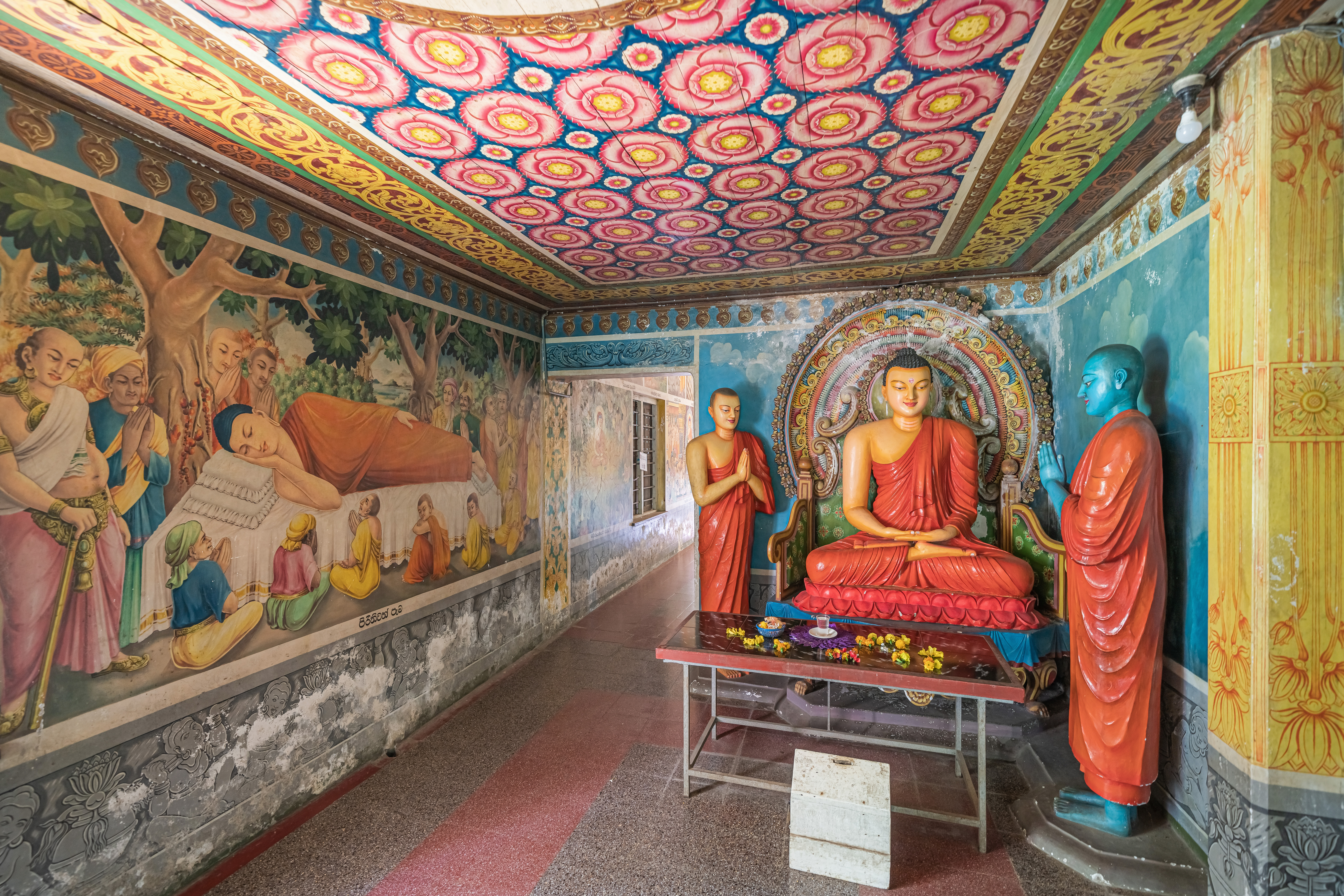
Intérieur du sanctuaire දෝව රජ මහා විහාරය, temple près de Ella dans le district de Badulla.

Le district de Badulla est un des deux districts de la province d'Uva  du Sri Lanka.
Il est limitrophe, au nord-est, du district d'Ampara (province de l'Est), à l'est et au sud du district de Moneragala (province d'Uva), au sud-ouest, du district de Ratnapura (dans la province de Sabaragamuwa), à l'ouest des districts de Nuwara Eliya, Kandy et Matale (tous trois dans la province du Centre).
Sa superficie est de 2861 km² et sa population de 837 000 personnes. Il a pour capitale Badulla.

## Économie

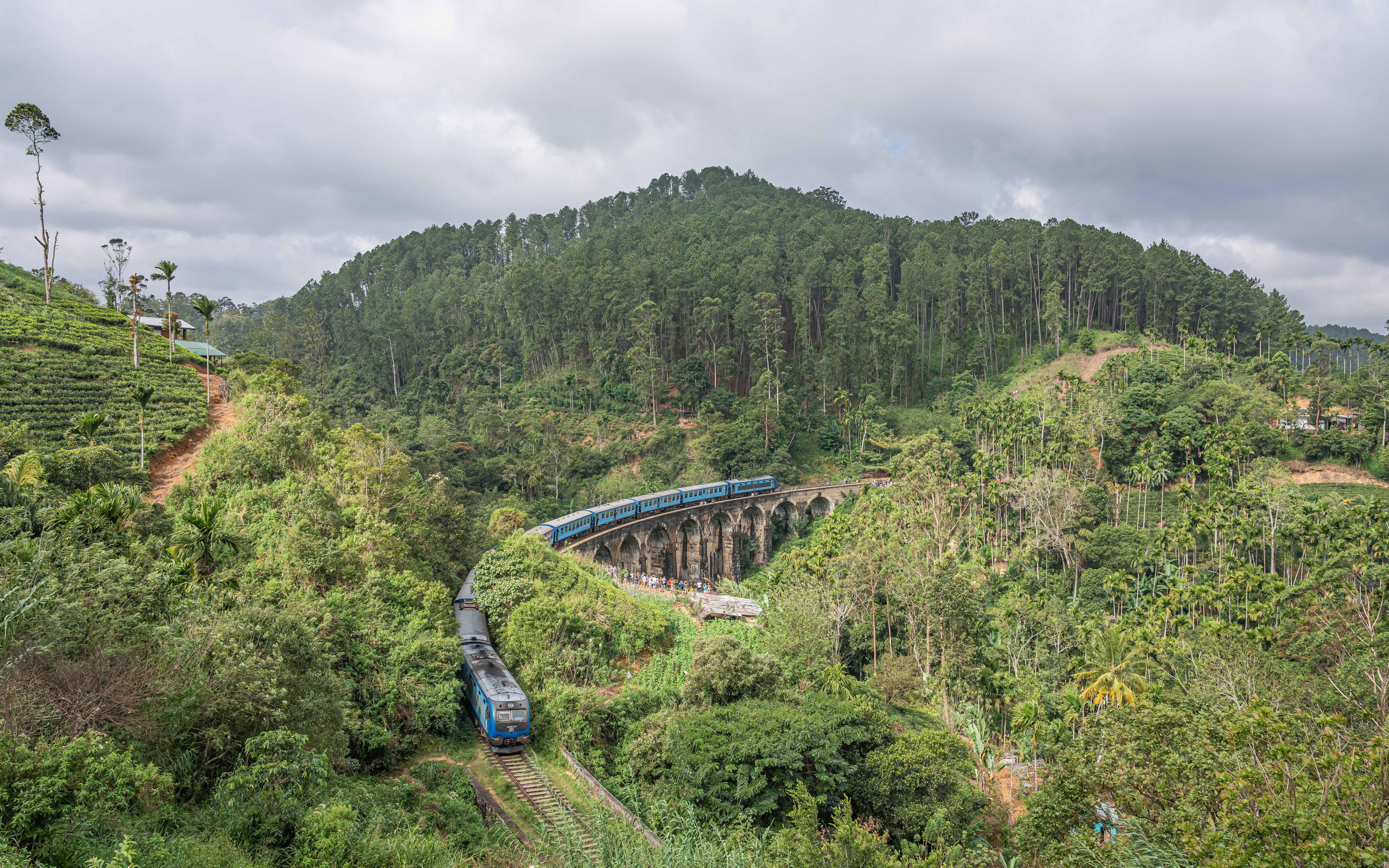
Le Nine Arch Bridge dans le district de Badulla. Janvier 2020.

Le district vit surtout d'agriculture et d'élevage.
Dans les collines, au climat plus frais, on cultive un thé réputé et des légumes, tandis que les basses-terres sont consacrées à la riziculture.

## Subdivisions électorales
- Badulla
- Bandarawela
- Hali-Ela
- Haputale
- Mahiyangana
- Passara
- Uva-Paranagama
- Welimada
- Wiyaluwa

## Source de la traduction
- (en) Cet article est partiellement ou en totalité issu de l’article de Wikipédia en anglais intitulé « Badulla District » (voir la liste des auteurs).